# Teatro comunale (Ferrara)
El Teatro Comunale de Ferrara és un teatre d'òpera, construït entre 1786 i 1797, amb un aforament de 990 persones.
Els teatres privats amb aforament limitat havien existit a la ciutat durant molts anys, però l'arribada del Cardenal Spinelli, el nou enviat papal, va esperonar la construcció d'un teatre públic nou, dirigit pels arquitectes Cosimo Morelli i Antonio Foschini. Tanmateix, els seus desacords va portar a conflictes en el disseny de la forma el·líptica de l'auditori que es va resoldre finalment amb acord. El teatre va quedar a punt per a la seva presentació inaugural de l'obra de Portogallo Gli Orazi e i Curiazi  el 2 de setembre de 1798.
El teatre va tenir l'honor de l'estrena de la quarta òpera escrita per Gioacchino Rossini a l'edat de vint anys, Ciro in Babilonia el març de 1812.
Entre 1825 i 1826 es van realitzar algunes obres de renovació, que juntament amb les del 1850, van deixar el teatre com es veu avui. El 1928 s'hi afegí una orquestra. Durant la Segona Guerra Mundial el teatre va patir el bombardeig dels aliats i, tot i que es va obrir ocasionalment en els anys immediats de la postguerra, es va tancar el 1956, per no reobrir-se fins que es va acabar la restauració dels primers anys 1960. Es va tornar a restaurar entre el 1987 i el 1989.
L'auditori de l'actual teatre té 5 pisos, i el sostre mostra quatre escenes de la vida de Juli César. Ara té una capacitat de 890 persones.
Després de la Segona Guerra Mundial, les actuacions van ser bastant esporàdiques, però després de la creació de Ferrara Musica el 1988, s'han planejat més actuacions operístiques. Algunes d'òperes poc conegudes, i també, obres més populars amb altres teatres de la regió d'Emília-Romanya. El director Claudio Abbado normalment presenta una òpera cada quatre mesos.
El 2008 les quatre òperes interpretades van ser Motezuma de Vivaldi,  Maria de Buenos Aires  d'Astor Piazolla, Tosca de Puccini i Lucia di Lammermoor de Donizetti.